# Trisetum ligulatum
Trisetum ligulatum là một loài thực vật có hoa trong họ Hòa thảo. Loài này được Finot & Zuloaga mô tả khoa học đầu tiên năm 2004.